# Философия логики
Философия логики — раздел философии, изучающий предмет, функциональность и методологию логики как общеметодологической концепции науки. Философия логики исследует проблему наличия и совмещения в логике онтологических и когнитивных оснований, проблему действительности или фиктивности логического следования (импликации, материальной импликации), объёма предваряющих рассуждения объявлений (деклараций), содержания категорий истина и ложь. Современная философия логики изучает проблемы гранулированности мира и налагаемых проекций, зависимости логического построения от базы соотнесения, выделения некоторой условности мира в качестве «творца истины» (англ. truth-maker) и т. п.

## Феноменология
Основателем феноменологической философии логики следует признать Эдмунда Гуссерля, впервые поставившего проблему онтологических истоков логики, не замкнутых в проблематические пределы методологии мышления. Современная философия логики в основном исследует группу проблем, появившуюся в связи с развитием математической логики, выразившихся, в частности, в концепции «мереологии». В работах современного американского философа Барри Смита сформулированы принципы создания онтологии формального и зависимости истинностной оценки от определяющей её соотносимостной проекции.